# Alphonzo Bell junior

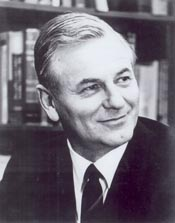
Alphonzo Bell, vor 1977

Alphonzo „Al“ Bell Jr. (* 19. September 1914 in Los Angeles, Kalifornien; † 25. April 2004 in Santa Monica, Kalifornien) war ein US-amerikanischer Politiker. Zwischen 1961 und 1977 vertrat er den Bundesstaat Kalifornien im US-Repräsentantenhaus.

## Werdegang
Alphonzo Bell entstammte einer reichen kalifornischen Familie, die ihr Vermögen mit Rancharbeit und im Ölgeschäft gemacht hatte. Sein Vater Alphonzo Bell (1875–1947) war nicht nur als Unternehmer, sondern auch als Sportler erfolgreich: Bei den Olympischen Spielen 1904 in St. Louis gewann er im Tennis Silber im Doppel und Bronze im Einzel. Der jüngere Bell besuchte bis 1938 das Occidental College in Los Angeles. Während des Zweiten Weltkrieges diente er zwischen 1942 und 1945 in der US Army. In den folgenden Jahren betätigte er sich unter anderem als Rancher und in der Immobilienbranche. Gleichzeitig schlug er als Mitglied der Republikanischen Partei eine politische Laufbahn ein. In den Jahren 1956 bis 1959 war er deren Vorsitzender in Kalifornien. Zur gleichen Zeit gehörte er auch dem Republican National Committee an.
Bei den Kongresswahlen des Jahres 1960 wurde Bell im 16. Wahlbezirk von Kalifornien in das US-Repräsentantenhaus in Washington, D.C. gewählt, wo er am 3. Januar 1961 die Nachfolge von Donald L. Jackson antrat. Nach sieben Wiederwahlen konnte er bis zum 3. Januar 1977 acht Legislaturperioden im Kongress absolvieren. Seit 1963 vertrat er dort den 28. und ab 1975 den 27. Distrikt seines Staates. Bell war zeitweise Mitglied im Ausschuss für Wissenschaft und Raumfahrt sowie im Ausschuss für Bildung und Arbeit. Er unterstützte das Bürgerrechtsgesetz von 1964 und alle anderen Gesetze in dieser Richtung. In seine Zeit als Kongressabgeordneter fielen unter anderem der Vietnamkrieg und die Watergate-Affäre sowie die Endphase der Bürgerrechtsbewegung.
1976 verzichtete Bell auf eine weitere Kandidatur. Stattdessen strebte er erfolglos die Nominierung seiner Partei für die Wahlen zum US-Senat an. Er starb am 25. April 2004 in Santa Monica.